# Freedom Fighters (computerspel)
Freedom Fighters is een computerspel ontwikkeld door IO Interactive en uitgegeven door EA Games voor Windows, GameCube, PlayStation 2 en Xbox. De third-person shooter is uitgekomen in Europa op 26 september 2003 en in de VS op 1 oktober 2003.

## Plot
Nadat de Sovjet-Unie een wereldmacht werd door een einde aan de Twee Wereldoorlog te maken, en communistische staten over de hele wereld op te zetten, is de Verenigde Staten omsingeld. De gebroeders Chris en Troy Stone gaan op zoek naar Isabella Angelina, die noodgedwongen moest vluchten. Ze vinden haar en trekken zich terug in de riolen na een plotselinge invasie van Sovjetsoldaten.
De groep weet terug te vechten, maar moet onverhoopt vluchten naar een nieuw ondergronds gebied. Chris weet een radiostation te veroveren om een uitzending te sturen die iedereen moet aanmoedigen een einde te maken aan de Sovjetbezetting.

## Spel
De speler navigeert door de straten van New York met een groep teamleden, terwijl zij vechten tegen de Sovjettroepen. De speler verkrijgt charismapunten door het uitvoeren van bepaalde daden. Hoe charismatischer het personage, hoe meer teamleden hij kan werven. De speler kan zijn teamleden instrueren met drie opdrachten zoals 'volgen', 'aanvallen' en 'verdedigen'.
Het multiplayergedeelte van het spel draait om het veroveren van vlaggen en bunkers. De vlag bevindt zich in het midden van het level. Bunkers bevinden zich rondom deze vlag. Spelers kunnen in het Amerikaanse of Russische team spelen. Elk team beschikt hierbij over unieke wapens tijdens de gevechten. Elke speler kan tot acht teamleden onder zijn bevel hebben.

## Ontvangst
| Recensiescore       | Recensiescore                                  |
| Recensieverzamelaar | Score                                          |
| ------------------- | ---------------------------------------------- |
| GameRankings        | 83,9% (PS2) 81,8% (Xbox) 83,4% (GC) 81,5% (PC) |
| Metacritic          | 81% (PS2) 82% (Xbox) 83% (GC) 80% (PC)         |
| Publicist           | Score                                          |
| Eurogamer           | 7                                              |
| GameSpot            | 9,3                                            |
| GameSpy             | 3/5                                            |
| IGN                 | 8,4                                            |

Freedom Fighters ontving positieve recensies. Men prees de tactische KI, de gedetailleerde omgevingen, de geluiden en de Russische muziekstijl. Kritiek was er op het matige en voorspelbare verhaal, en de relatief korte speelduur van het spel.
Op aggregatiewebsites Metacritic en GameRankings heeft het spel gemiddelde scores van respectievelijk 81,5% en 82,7%.

## Trivia
- Het spel is opgenomen in het boek 1001 Video Games You Must Play Before You Die van Tony Mott.